# Rhodoferax sediminis
Rhodoferax sediminis es una bacteria gramnegativa perteneciente al género Rhodoferax. Descrita en el año 2020. Su etimología hace referencia a sedimento. Se ha aislado de sedimentos de agua dulce en el reservorio Daechung, Corea del Sur. Se describe como una especie no fotótrofa y móvil. Las colonias crecidas en agar R2A son incoloras, con un crecimiento entre 4-37 °C, temperatura óptima de 25-30 °C. Catalasa y oxidasa positivas. Por otro lado, posee genes de desnitrificación y amonificación de nitrato, así como genes para la oxidación de azufre, además de los genes para sintetizar pilis de tipo IV. 